# فرانک الک
فرانک الک (انگلیسی: Frank Allack؛ 1888 – 1967 (aged 78-79)) بازیکن فوتبال اهل بریتانیا بود.
از باشگاه‌هایی که در آن بازی کرده‌است می‌توان به باشگاه فوتبال اسپانیول و باشگاه فوتبال بارسلونا اشاره کرد.